# 7182 Robinvaughan
7182 Robinvaughan este un asteroid din centura principală, descoperit pe 8 septembrie 1991, de Eleanor Helin.